# Leonid Bykow

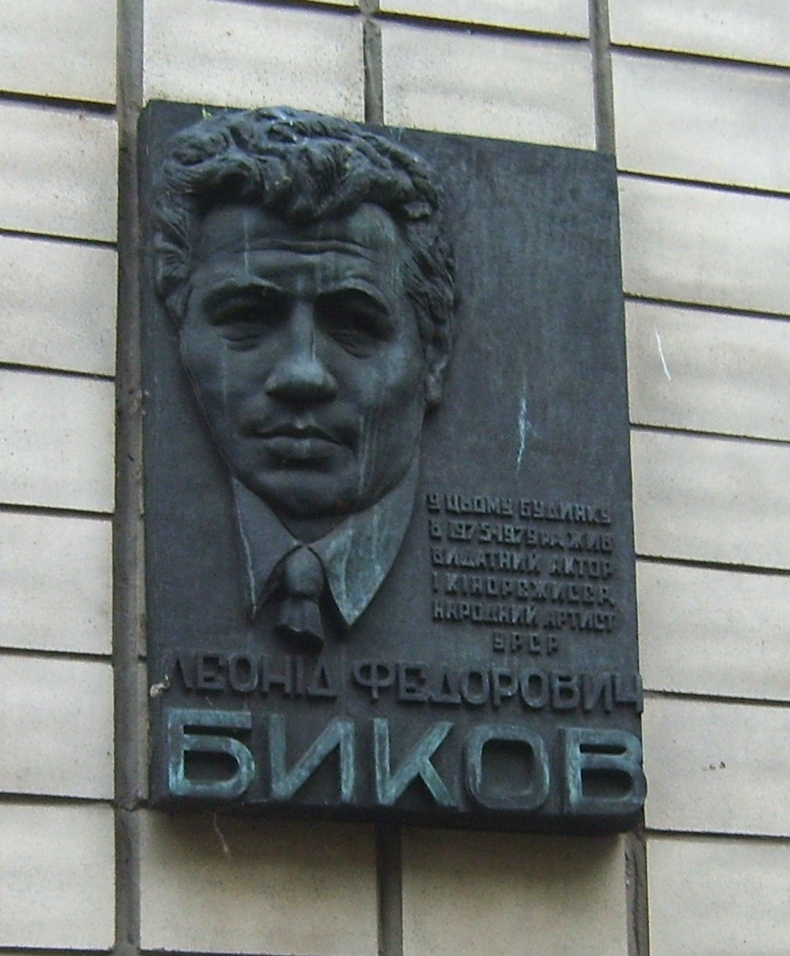
Gedenktafel an Leonid Bykow an der Fassade seines Wohnhauses in Kiew

Leonid Fedorowytsch Bykow (* 12. Dezember 1928 im Dorf Snamenske, Ukrainische SSR; † 11. April 1979 bei Dymer, Oblast Kiew, Ukrainische SSR) war ein ukrainisch-sowjetischer Schauspieler, Filmregisseur und Drehbuchautor.

## Leben
Leonid Bykow kam im Dorf Snamenske, heute ein Teil von Tscherkaske im Rajon Slowjansk der ukrainischen Oblast Donezk, zur Welt. 1929 zog die Familie nach Kramatorsk und während des Deutsch-Sowjetischen Krieges wurde die Familie ins sibirische Barnaul evakuiert. Nach seiner Ausbildung am Theaterinstitut in Charkiw arbeitete er zwischen 1951 und 1960 am Schewtschenko-Theater in Charkiw und von 1969 an bis zu seinem Tod an den Filmstudios in Kiew.
Seine erste Filmrolle hatte er 1952 in dem Film „Das Schicksal der Marina“.
Im Anschluss daran folgten mehr als 20 weitere Filme, in denen er als Schauspieler, später auch als Drehbuchautor und Regisseur mitwirkte. Seine Schauspielerei war von gefühlsbetonter Darstellung und einfachem Humor gekennzeichnet. Er verkörperte bei den von ihm gespielten Figuren stets Großzügigkeit und Integrität des Charakters. Die größte Anerkennung erhielt er in seinen Filme über den Großen Vaterländischen Krieg, wo er die Probleme der moralischen Lehren des Krieges und den Beziehung zwischen den Generationen beleuchtete.
Als er mit seinem „Wolga“-PKW von seinem Sommerhaus zurück nach Kyiv fuhr, kollidierte er bei Dymer im Rajon Wyschhorod mit einer Straßenwalze, wobei er unmittelbar zu Tode kam. Er wurde in Kyiv auf dem Baikowe-Friedhof bestattet.

## Filmografie (Auswahl)
- 1977 Der Krieg ist kein Abzählspiel – Аты-баты, шли солдаты…
- 1974 Erfahrene Hasen des Geschwaders – В бой идут одни «старики»
- 1971 Wo bist du, Ritter? (Fernsehfilm) – Где вы, рыцари?
- 1969 Schaste Anny – Счастье Анны
- 1968 Die Fährtenleser von Raswedtschiki – Разведчики
- 1967 In der Stadt S. – В городе С.
- 1965 Zaychik – Зайчик
- 1964 Bolshoy fitil – Большой фитиль
- 1963 Wenn die Brücken – Когда разводят мосты
- 1962 Horizont – Горизонт
- 1961 Vorsicht, Oma! – Осторожно, бабушка!
- 1960 Aljoschas Liebe – Алёшкина любовь
- 1959 Sterne im Mai – Майские звёзды
- 1958 Die Freiwilligen – Добровольцы
- 1956 Viel Lärm um Maxim – Максим Перепелица
- 1955 Die Tigerbändigerin – Укротительница тигров
- 1954 Das Schicksal der Marina – Судьба Марины

## Ehrungen
Leonid Bykow erhielt zahlreiche Ehrungen und Auszeichnungen. Darunter:
- 1958 Verdienter Künstler der USSR[6]
- 1965 Verdienter Künstler der RSFSR[6]
- 1974 Volkskünstler der Ukrainischen SSR[6]
- 1977 Taras-Schewtschenko-Preisträger[2]
- 1978 Orden der Oktoberrevolution
- 1994 benannte die Internationale Astronomische Union den 1973 entdeckten Asteroiden (4682) Bykov nach ihm.[7][8]